# Saint-Martin-d'Hardinghem
Pour les articles homonymes, voir Saint-Martin.
Saint-Martin-d'Hardinghem [sɛ̃ maʁtɛ̃ daʁdɛ̃ɡɑ̃] est une commune française située dans le département du Pas-de-Calais en région Hauts-de-France. Ses habitants sont appelés les Saint-Martinois. La commune est membre de la communauté d'agglomération du Pays de Saint-Omer.

## Géographie

### Localisation
Localisée dans le sud du département du Pas-de-Calais, Saint-Martin-d'Hardinghem est une commune rurale de la vallée de l'Aa. située, à vol d'oiseau, à 20 km au sud-ouest de la commune de Saint-Omer (aire d'attraction et chef-lieu d'arrondissement).
Le territoire de la commune est limitrophe de ceux de six communes.
Les communes limitrophes sont Merck-Saint-Liévin, Fauquembergues, Audincthun, Avroult, Dohem et Thiembronne.

### Géologie et relief
La superficie de la commune est de 6,68 km2 ; son altitude varie de 67  à   163 m.

### Hydrographie
La commune, située dans le bassin Artois-Picardie, est, selon le Service d'administration nationale des données et référentiels sur l'eau (Sandre), drainée par quatre cours d'eau :
- le fleuve l'Aa, d'une longueur de 55,55 km, qui prend sa source dans la commune de Bourthes et se jette dans le canal de Neufossé au niveau de la commune de Saint-Omer[4] ;
- le fleuve l'aa, d'une longueur de 1,05 km qui prend sa source dans la commune de Fauquembergues et se jette dans l'Aa au niveau de la commune[5] ;
- le Thiembronne, d'une longueur de 7,67 km qui prend sa source dans la commune de Campagne-lès-Boulonnais et se jette dans l'Aa au niveau de la commune[6] ;
- le Hervarre, d'une longueur de 1,59 km qui prend sa source dans la commune de Merck-Saint-Liévin et termine sa course au niveau de la commune[7].

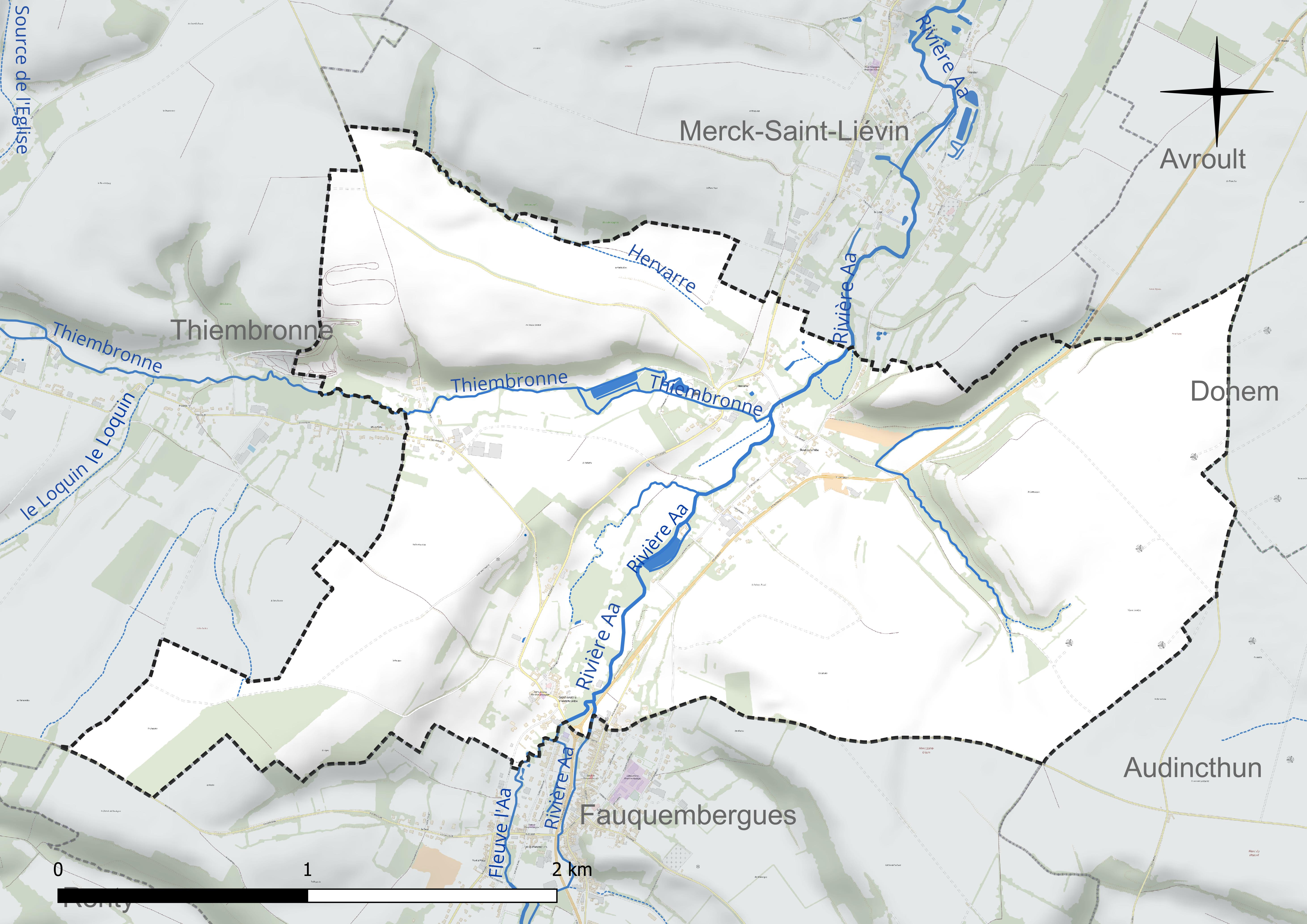
Réseau hydrographique de Saint-Martin-d'Hardinghem[Note 1].
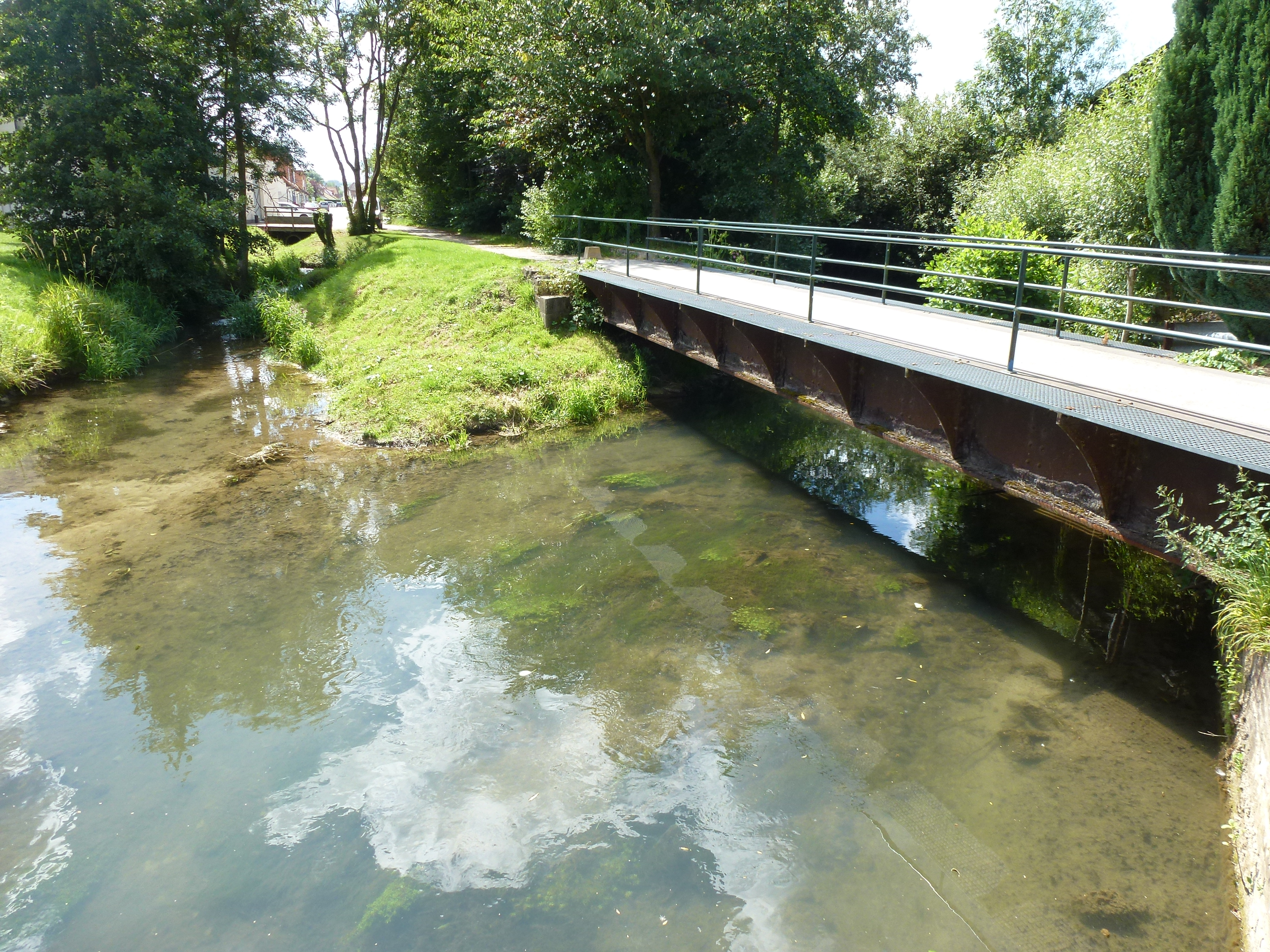
L'Aa à Saint-Martin-d'Hardinghem.

### Climat
Pour des articles plus généraux, voir Climat des Hauts-de-France et Climat du Nord-Pas-de-Calais.
En 2010, le climat de la commune est de type climat océanique altéré, selon une étude du Centre national de la recherche scientifique (CNRS) s'appuyant sur une série de données couvrant la période 1971-2000. En 2020, Météo-France publie une typologie des climats de la France métropolitaine dans laquelle la commune est exposée à un climat océanique et est dans la région climatique Côtes de la Manche orientale, caractérisée par un faible ensoleillement (1 550 h/an) ; forte humidité de l’air (plus de 20 h/jour avec humidité relative > 80 % en hiver), vents forts fréquents.
Pour la période 1971-2000, la température annuelle moyenne est de 10,2 °C, avec une amplitude thermique annuelle de 13,8 °C. Le cumul annuel moyen de précipitations est de 934 mm, avec 12,9 jours de précipitations en janvier et 8,4 jours en juillet. Pour la période 1991-2020, la température moyenne annuelle observée sur la station météorologique la plus proche, située sur la commune de Radinghem à 7 km à vol d'oiseau, est de 10,5 °C et le cumul annuel moyen de précipitations est de 1 038,1 mm,. Pour l'avenir, les paramètres climatiques de la commune estimés pour 2050 selon différents scénarios d'émission de gaz à effet de serre sont consultables sur un site dédié publié par Météo-France en novembre 2022.

### Paysages
Pour un article plus général, voir Paysage en France.
La commune s'inscrit dans les « paysages des hauts plateaux artésiens » tels qu’ils sont définis dans l’atlas de paysages de la région Nord-Pas-de-Calais, conçu par la direction régionale de l'Environnement, de l'Aménagement et du Logement (DREAL),.
Ces paysages, qui concernent 77 communes du Pas-de-Calais, se situent à l'extrémité ouest des collines de l'Artois qui traversent le Pas-de-Calais d'Arras au Boulonnais. L'altitude de ces paysages dépassent les 180 mètres. Ces dimensions sont modestes, d'une quinzaine de kilomètres du sud-est au nord-ouest et d'une vingtaine de kilomètres dans sa dimension la plus grande.
Ces « paysages des hauts plateaux artésiens », appelés aussi « Haut Artois », se caractérisent par trois ensembles écopaysagers : 
- l'ensemble mésophile ouvert du plateau artésien calcaire ;
- l'ensemble alluvial des fonds de vallée de la Lys et de l'Aa ;
- l'ensemble calcicole des versants calcaires des vallées[15].

Le « Haut Artois » dispose d'une importante densité de corridors biologiques bien interconnectés.
Dans le « Haut Artois », pas de villes, c'est une des rares terres rurales de la région, les communes les plus importantes sont, du nord au sud, Lumbres, Fauquembergues et Fruges. Le « Haut Artois », drainé par l'Aa et la Lys, constitue le sommet de l'anticlinal artésien, paysage ventée, froid et aux précipitations importantes qui en font le château d'eau régional.
Leș cultures représentent environ 60 % des sols, les prairies entre 26 et 27 %, les bois de 5 à 8 % et les villages et bourgs de 5 à 8 %, l'industrie y est peu présente.

### Milieux naturels et biodiversité

#### Zones naturelles d'intérêt écologique, faunistique et floristique
L’inventaire des zones naturelles d'intérêt écologique, faunistique et floristique (ZNIEFF) a pour objectif de réaliser une couverture des zones les plus intéressantes sur le plan écologique, essentiellement dans la perspective d’améliorer la connaissance du patrimoine naturel national et de fournir aux différents décideurs un outil d’aide à la prise en compte de l’environnement dans l’aménagement du territoire.
Le territoire communal comprend deux ZNIEFF de type 1 : 
- les coteaux de la haute vallée de l’Aa et les carrières de Cléty. Cette ZNIEFF est constituée d’une craie marneuse formée il y a environ 90 millions d’années par la sédimentation marine. L’érosion du plateau crayeux de l’Artois a donné naissance à de nombreuses vallées sèches ou parcourues par des ruisseaux temporaires, voire de véritables cours d’eau[16] ;
- La haute Aa et ses végétations alluviales entre Remilly-Wirquin et Wicquinghem, d’une superficie de 564 hectares et d'une altitude variant de 40  à   118 mètres[17].

et une ZNIEFF de type 2 : la haute vallée de l’Aa et ses versants en amont de Remilly-Wirquin. La haute vallée de l’Aa se rattache à l’entité paysagère des hauts plateaux artésiens, elle intègre la source de ce fleuve côtier situé à Bourthes et les premiers kilomètres de ce cours d’eau qui trace un sillon profond dans les collines de l'Artois.

Carte des ZNIEFF de type 1 et 2 sur la commune
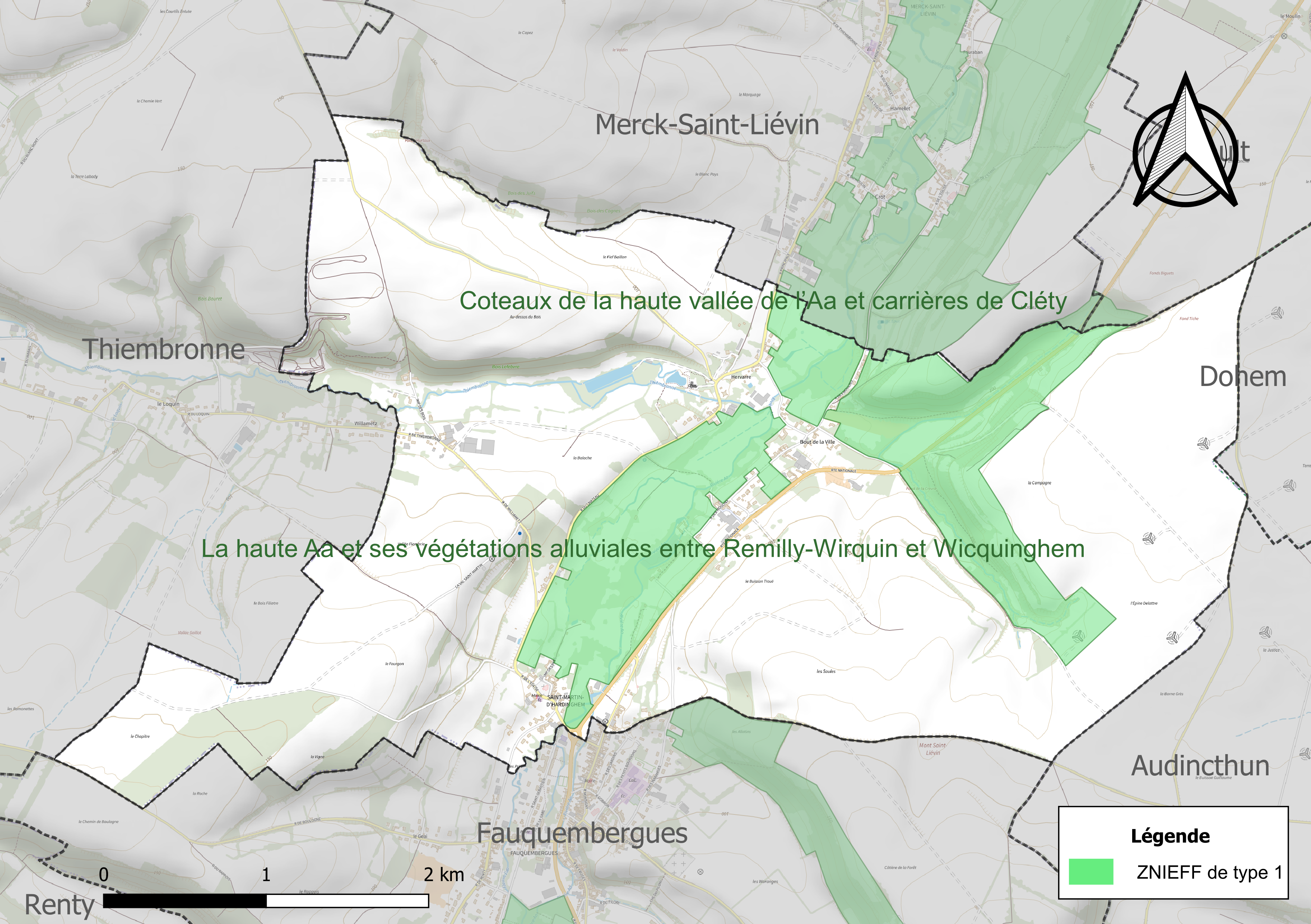
Carte des ZNIEFF de type 1 sur la commune.
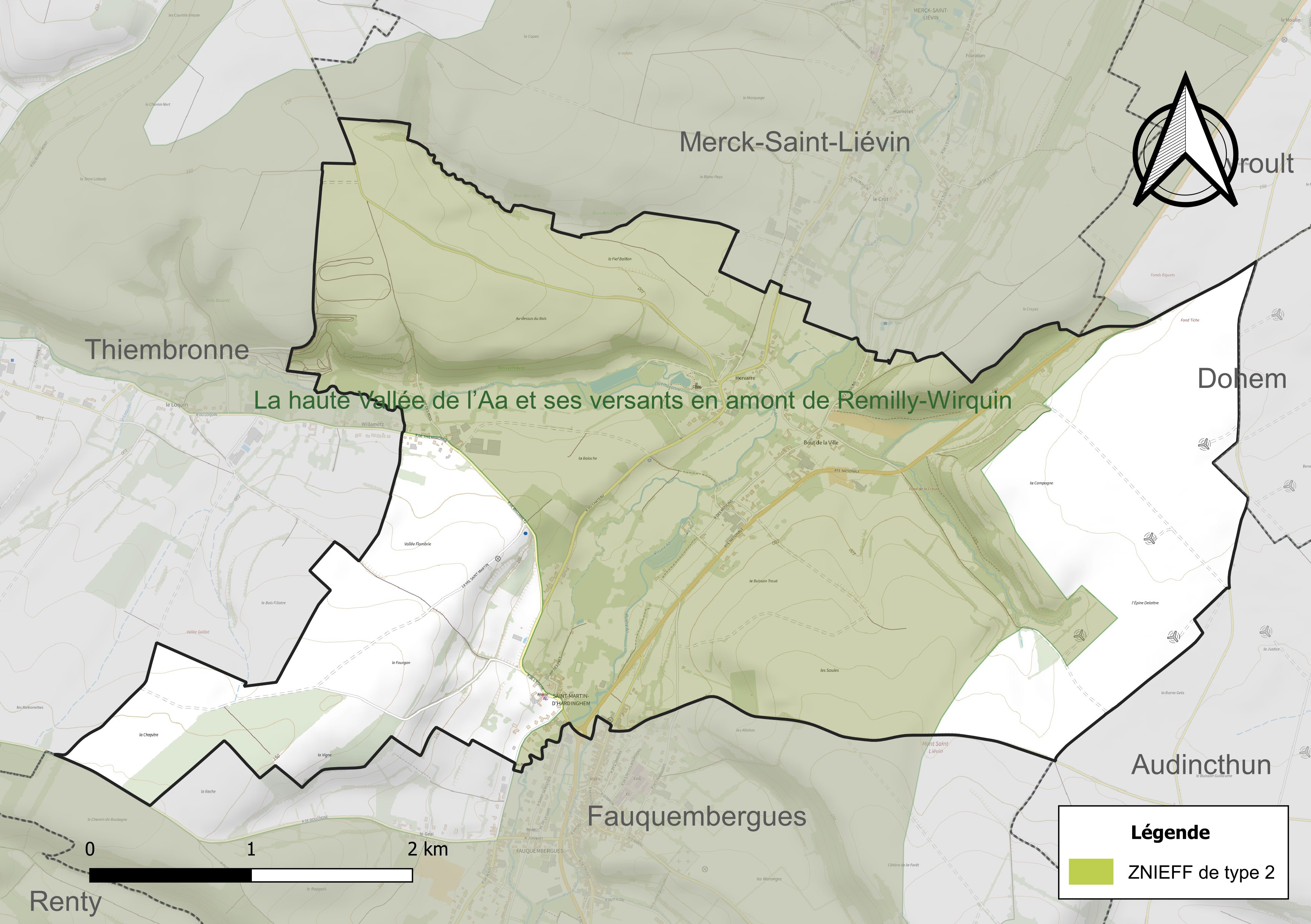
Carte de la ZNIEFF de type 2 sur la commune.

#### Espèces faunistiques et floristiques
L’Inventaire national du patrimoine naturel (INPN) recense plusieurs espèces faunistiques et floristiques sur le territoire de la commune dont certaines sont protégées et d’autres menacées et quasi-menacées.

## Urbanisme

### Typologie
Au 1er janvier 2024, Saint-Martin-d'Hardinghem est catégorisée commune rurale à habitat dispersé, selon la nouvelle grille communale de densité à sept niveaux définie par l'Insee en 2022.
Elle appartient à l'unité urbaine de Fauquembergues, une agglomération intra-départementale regroupant quatre  communes, dont elle est une commune de la banlieue,,. Par ailleurs la commune fait partie de l'aire d'attraction de Saint-Omer, dont elle est une commune de la couronne,. Cette aire, qui regroupe 79 communes, est catégorisée dans les aires de 50 000 à moins de 200 000 habitants,.

### Occupation des sols
L'occupation des sols de la commune, telle qu'elle ressort de la base de données européenne d’occupation biophysique des sols Corine Land Cover (CLC), est marquée par l'importance des territoires agricoles (99 % en 2018), une proportion identique à celle de 1990 (99 %). La répartition détaillée en 2018 est la suivante : 
terres arables (66,2 %), prairies (28,4 %), zones agricoles hétérogènes (4,3 %), zones urbanisées (1 %). L'évolution de l’occupation des sols de la commune et de ses infrastructures peut être observée sur les différentes représentations cartographiques du territoire : la carte de Cassini (XVIIIe siècle), la carte d'état-major (1820-1866) et les cartes ou photos aériennes de l'IGN pour la période actuelle (1950 à aujourd'hui).

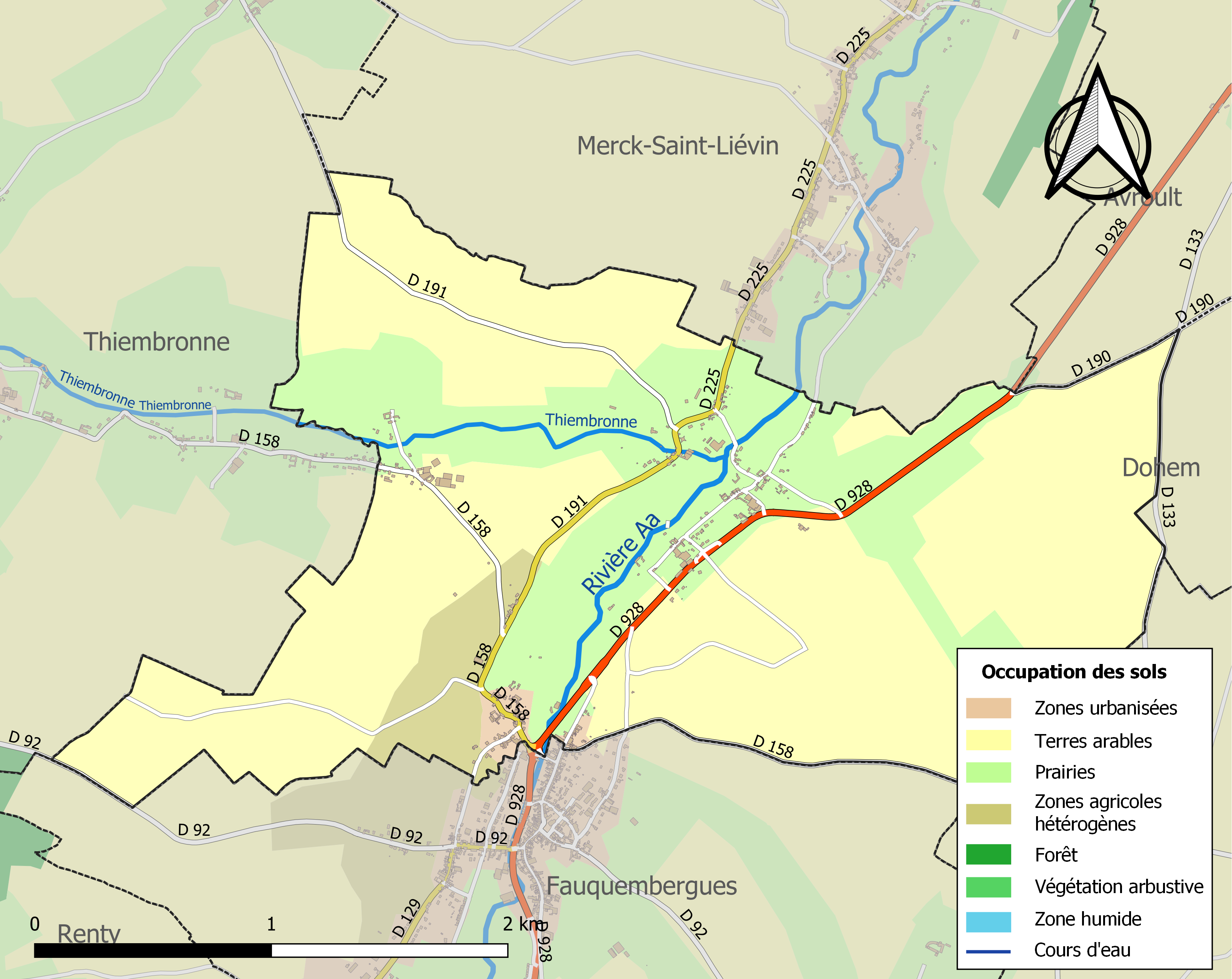
Carte des infrastructures et de l'occupation des sols de la commune en 2018 (CLC).

### Risques naturels et technologiques

#### Risque inondation
À la suite du passage des tempêtes Ciarán, Domingos et Elisa et des inondations et coulées de boue qui se sont produites, la commune est reconnue, par arrêté du 14 novembre 2023, en état de catastrophe naturelle pour inondations et coulées de boue sur la période du 2 au 12 novembre 2023, comme 179 autres communes du département.

## Toponymie
Le nom de la localité est attesté sous les formes Dardingahem en 1016 ; Dardingehem en 1159 ; Dardinghehem en 1179 ; Dardinghem en 1314 ; Ardinguehem en 1358 ; Dardinguehem en 1359 ; Ardiguen en 1403 ; Dardindhen en 1446 ; Oardinguehem en 1507 ; Sanctus Martinus Falcobergensis vers 1512 ; Saint-Martin en 1559 ; Dringan-Saint-Martin en 1699 ; D'Ardinghem Saint-Martin en 1739 ; Saint Martin Dardinghem en 1793 ; Saint-Martin-d'Ardinghem puis Saint-Martin-d'Hardinghem depuis 1801.
Saint-Martin est un hagiotoponyme qui fait référence à Martin de Tours, saint sous lequel est placé le vocable de l'église.
La commune porte le nom de Saint-Martin-d'Hardinghin en picard.

## Histoire
D'après l'historien français Auguste de Loisne : « Saint-Martin-d’Hardinghem, en 1789, faisait partie du bailliage de Saint-Omer et suivait la coutume d'Artois. Son église, d'abord diocèse de Thérouanne, puis de Boulogne, doyenné de Fauquembergues, secours de Fauquembergues, était consacrée à saint Martin. »
À l’automne 2017, des fouilles archéologiques, réalisées dans la commune, ont mis au jour des vestiges d'une résidence épiscopale datant du XIVe siècle et de la première moitié du XVe siècle,,.

## Politique et administration

### Découpage territorial
La commune se trouve dans l'arrondissement de Saint-Omer du département du Pas-de-Calais.

#### Commune et intercommunalités
La commune est membre de la communauté d'agglomération du Pays de Saint-Omer qui regroupe 53 communes et totalise 104 937 habitants en 2021.

#### Circonscriptions administratives
La commune est rattachée au canton de Fruges.

#### Circonscriptions électorales
Pour l'élection des députés, la commune fait partie de la sixième circonscription du Pas-de-Calais.

### Élections municipales et communautaires

#### Liste des maires
| Période                                  | Période                    | Identité         | Étiquette | Qualité                                                                     |
| ---------------------------------------- | -------------------------- | ---------------- | --------- | --------------------------------------------------------------------------- |
| Les données manquantes sont à compléter. |                            |                  |           |                                                                             |
| mars 2001                                | 2008                       | Louis Devulder   | DVD       |                                                                             |
| mars 2008                                | En cours (au 5 avril 2022) | Bertrand Pruvost | UDI       | Vétérinaire Réélu pour le mandat 2014-2020, Réélu pour le mandat 2020-2026, |

## Population et société

### Démographie
Les habitants sont appelés les Saint-Martinois.

#### Évolution démographique
L'évolution du nombre d'habitants est connue à travers les recensements de la population effectués dans la commune depuis 1793. Pour les communes de moins de 10 000 habitants, une enquête de recensement portant sur toute la population est réalisée tous les cinq ans, les populations de référence des années intermédiaires étant quant à elles estimées par interpolation ou extrapolation. Pour la commune, le premier recensement exhaustif entrant dans le cadre du nouveau dispositif a été réalisé en 2005.

En 2022, la commune comptait 267 habitants, en évolution de −5,99 % par rapport à 2016 (Pas-de-Calais : −0,72 %, France hors Mayotte : +2,11 %).
| 1793 | 1800 | 1806 | 1821 | 1831 | 1836 | 1841 | 1846 | 1851 |
| ---- | ---- | ---- | ---- | ---- | ---- | ---- | ---- | ---- |
| 360  | 438  | 410  | 441  | 495  | 487  | 505  | 477  | 455  |

| 1856 | 1861 | 1866 | 1872 | 1876 | 1881 | 1886 | 1891 | 1896 |
| ---- | ---- | ---- | ---- | ---- | ---- | ---- | ---- | ---- |
| 465  | 426  | 439  | 458  | 468  | 460  | 445  | 435  | 447  |

| 1901 | 1906 | 1911 | 1921 | 1926 | 1931 | 1936 | 1946 | 1954 |
| ---- | ---- | ---- | ---- | ---- | ---- | ---- | ---- | ---- |
| 435  | 382  | 376  | 333  | 338  | 334  | 329  | 344  | 318  |

| 1962 | 1968 | 1975 | 1982 | 1990 | 1999 | 2005 | 2006 | 2010 |
| ---- | ---- | ---- | ---- | ---- | ---- | ---- | ---- | ---- |
| 304  | 275  | 270  | 273  | 287  | 303  | 305  | 304  | 303  |

| 2015 | 2020 | 2022 | - | - | - | - | - | - |
| ---- | ---- | ---- | - | - | - | - | - | - |
| 284  | 275  | 267  | - | - | - | - | - | - |

#### Pyramide des âges
En 2018, le taux de personnes d'un âge inférieur à 30 ans s'élève à 30,5 %, soit en dessous de la moyenne départementale (36,7 %). À l'inverse, le taux de personnes d'âge supérieur à 60 ans est de 31,6 % la même année, alors qu'il est de 24,9 % au niveau départemental.
En 2018, la commune comptait 140 hommes pour 142 femmes, soit un taux de 50,35 % de femmes, légèrement inférieur au taux départemental (51,50 %).
Les pyramides des âges de la commune et du département s'établissent comme suit.
| Hommes | Classe d’âge | Femmes |
| ------ | ------------ | ------ |
| 0,7    | 90 ou +      | 1,4    |
| 9,5    | 75-89 ans    | 11,6   |
| 16,8   | 60-74 ans    | 23,2   |
| 19,0   | 45-59 ans    | 20,3   |
| 20,4   | 30-44 ans    | 15,9   |
| 14,6   | 15-29 ans    | 10,9   |
| 19,0   | 0-14 ans     | 16,7   |

| Hommes | Classe d’âge | Femmes |
| ------ | ------------ | ------ |
| 0,5    | 90 ou +      | 1,6    |
| 5,6    | 75-89 ans    | 8,9    |
| 16,7   | 60-74 ans    | 18,1   |
| 20,2   | 45-59 ans    | 19,2   |
| 18,9   | 30-44 ans    | 18,1   |
| 18,2   | 15-29 ans    | 16,2   |
| 19,9   | 0-14 ans     | 17,9   |

## Culture locale et patrimoine

### Lieux et monuments
- L'église Saint-Martin.
- Le château d'Hervarre. Datant du XVIe siècle, il appartient à la famille d'Avroult, racheté au XVIIIe siècle par Jean-François Macau, lieutenant au bailliage de Saint-Omer, il appartient aujourd'hui à la famille Legrand, fabricant de bennes agricoles à Fruges[38]. Le parc du château est répertorié à l'inventaire général du patrimoine architectural en France (base Mérimée)[39].
- Le monument aux morts de la Première Guerre mondiale, érigé en 1922[40], renouvelé en 2004 en gardant seulement la statue du Poilu au repos, du sculpteur Étienne Camus.
- Vestiges d'une résidence épiscopale des évêques de Thérouanne aux XIVe et XVe siècles[41].

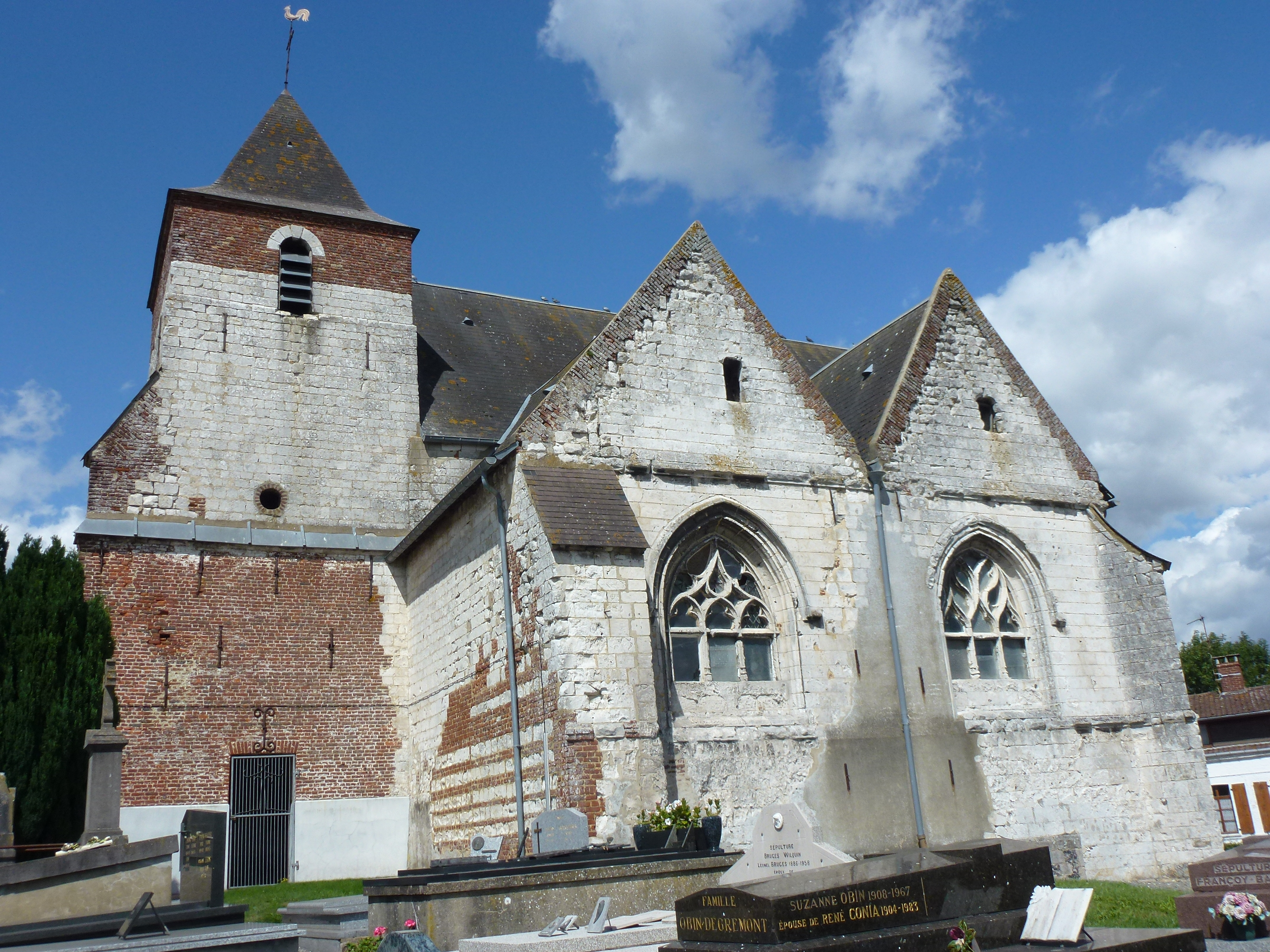
L'église Saint-Martin.
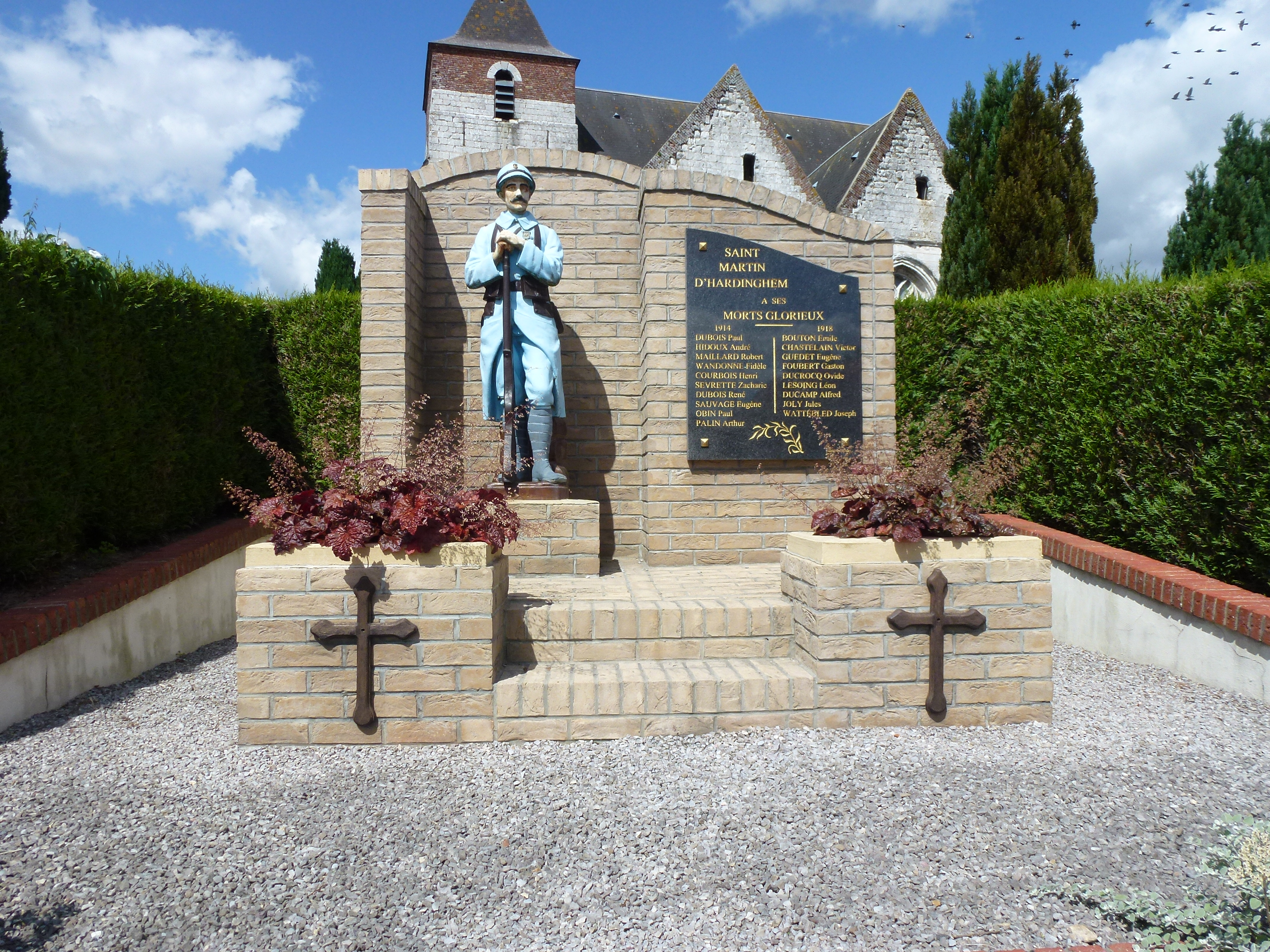
Le monument aux morts.

### Héraldique
| Blason de Saint-Martin-d'Hardinghem | Blason  | D'azur à la fasce accompagné en chef d'un château et en pointe d'une rose, le tout d'or. |
| Blason de Saint-Martin-d'Hardinghem | Détails | Le statut officiel du blason reste à déterminer.                                         |

## Pour approfondir

#### Bases de données, dictionnaires et encyclopédies
- Ressources relatives à la géographie :   - Insee (communes)
  - Ldh/EHESS/Cassini
- Ressource relative à plusieurs domaines :   - Annuaire du service public français
- Notices d'autorité :   - VIAF
  - BnF (données)